# Provincia de Marlborough
Marlborough funcionó como una provincia de Nueva Zelanda desde el 1 de noviembre de 1859, cuando se separó de la provincia de Nelson, hasta la abolición del gobierno provincial en 1876.

## Historia
Marlborough se separó de la provincia de Nelson porque la mayoría de los ingresos del Consejo Provincial provinieron de la venta de tierras en la región de Marlborough, pero los fondos se utilizaron principalmente en la región de Nelson. Las ventas de tierras en Nelson y Marlborough obtuvieron una compensación del Consejo Provincial de Nelson por £33.000 y £160.000, respectivamente. De eso, £200 fueron gastados en beneficio de la región de Marlborough. Los colonos de Marlborough solicitaron con éxito una separación de Nelson. Otra razón fue que los grandes terratenientes temían la creciente influencia de los pequeños agricultores y residentes urbanos. Al separar la provincia de Marlborough con sus grandes fincas, fue más fácil para estos terratenientes controlar el consejo provincial.
Cuando se formó la provincia, Sir Thomas Gore Browne, el Gobernador de Nueva Zelanda, la nombró en honor a John Churchill, el 1.er Duque de Marlborough. El poblado de Blenheim fue nombrado después de la batalla de Blenheim (1704), donde las tropas dirigidas por el duque derrotaron a una fuerza combinada francesa y bávara en el pueblo de Blenheim (Blindheim) en Alemania.

## Área

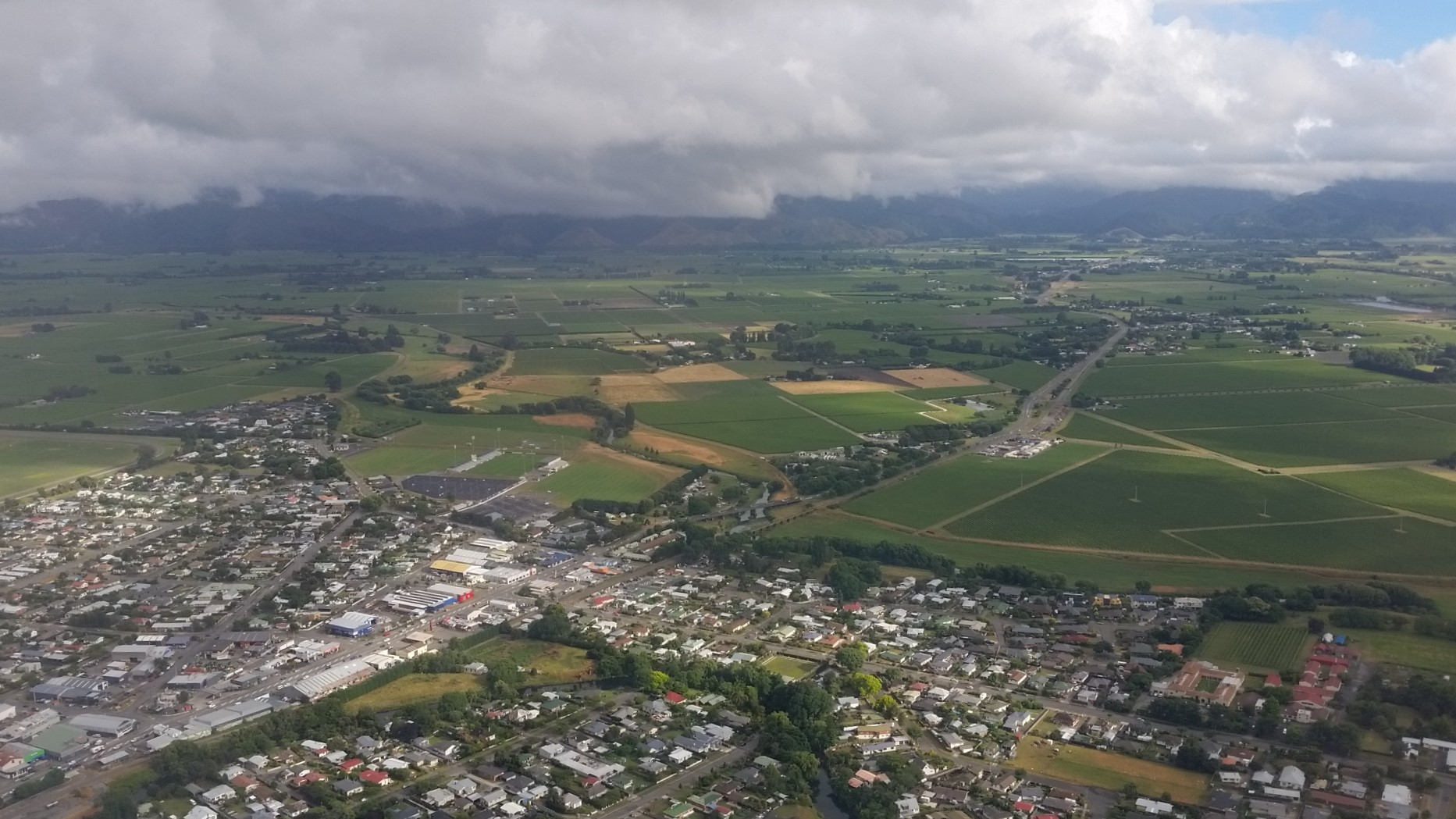
Vista desde arriba mirando al norte de Blenheim.

La provincia de Marlborough fue notable por sus intensas rivalidades personales entre sus políticos. Esto condujo a un cambio de capital absurdo a Blenheim, luego a Picton desde 1861, y de nuevo a Blenheim desde julio de 1865. De manera simbólica, los edificios gubernamentales en Blenheim y Picton se incendiaron algunos meses después de la abolición del sistema provincial.
Marlborough no se estableció de manera sistemática como otras regiones, pero los colonos ricos en capital del área de Nelson se derramaron sobre quién quería invertir en grandes propiedades. Frederick Weld fue el primero en 1847 en desembarcar ovejas en Port Underwood, un puerto protegido que forma la extensión noreste de Cloudy Bay en Marlborough Sounds. Debido a su inicio temprano en la cría de ovejas, otras áreas de la isla del Sur se almacenaron desde aquí.

## Superintendentes
La provincia de Marlborough tuvo cinco Superintendentes:
| Número | De                       | A                     | Superintendente             |
| 1      | 1 de mayo de 1860        | 20 de julio de 1861   | William Adams               |
| 2      | 28 de agosto de 1861     | 18 de febrero de 1863 | Capitán Baillie             |
| 3      | 25 de marzo de 1863      | 30 de julio de 1864   | Thomas Carter               |
| 4      | 19 de septiembre de 1864 | Octubre de 1865       | Arthur Seymour              |
| 5      | 23 Oct 1865              | Feb 1870              | Ojos de Henry del William   |
|        | 28 Mar 1870              | 31 Oct 1876           | Arthur Seymour (2.º tiempo) |